# Schenskaja Hockey-Liga
Die Schenskaja Hockey-Liga (russisch Женская хоккейная лига; bis 2015 Russische Eishockeymeisterschaft der Frauen; russisch Чемпионат России по хоккею с шайбой среди женщин) ist die höchste russische Fraueneishockeyliga. Sie wurde von 1995 bis 2015 vom russischen Eishockeyverband FHR durchgeführt, ehe die Liga reformiert wurde und seit 2015 von der Kontinentalen Hockey-Liga organisiert wird.

## Geschichte
1994 beschloss das nationale russische Olympische Komitee, in Hinblick auf die Olympischen Spiele 1998 Fraueneishockey in Russland zu fördern. 1995 startete die erste Saison der russischen Frauenhockeymeisterschaft, die damals in Form von drei Turnieren ausgetragen wurde. Das erste Tor des neuen Wettbewerbs erzielte Jelena Besschaposchnikowa von Spartak Moskau. Der erste russische Frauenmeister im Jahr 1996 war der Eishockeyklub Luschniki Moskau.
Zwischen 1996 und 1999 nahm die Frauennationalmannschaft von Kasachstan an der nationalen russischen Meisterschaft als Gastmannschaft teil, absolvierte teilweise jedoch nicht alle Turniere.
Meist nahmen an der Meisterschaft sechs Mannschaften teil, in manchen Saison spielten aber auch nur vier oder fünf Vereine um den russischen Meistertitel. In der Saison 2012/13 nahmen erstmals in der Geschichte neun Mannschaften an der Liga teil, in der Saison 2013/14 stieg die Zahl der Mannschaften auf elf.
Im Sommer 2014 gab es verschiedene Treffen zwischen Vertretern der teilnehmenden Vereine, wobei eine Reform des Spielbetriebs diskutiert wurde. Der russische Eishockeyverband gründete die Schenskaja-Hockey-Liga Anfang Juli 2014, bestimmte Alexei Jaschin zum Präsidenten und Jewgeni Tschischmin zum Exekutivdirektor der Liga. Im September 2014 wurde die Gründung der Liga bei einem Arbeitstreffen des Präsidenten des russischen Eishockeyverbandes (FHR) und der Kontinental Hockey League (KHL), Alexander Medwedew und Wladislaw Tretjak, der Öffentlichkeit präsentiert.
Aufgrund von Meinungsverschiedenheit der KHL mit dem Eishockeyverband, der sich auf die Gründung der Liga ohne die KHL bezogen, wurde die Saison 2014/15 noch wie bisher als russische Meisterschaft ausgetragen. Am 23. April 2015 stimmte das Exekutivkomitee des russischen Verbandes der Übertragung der Ausrichtung der russischen Frauen-Meisterschaft an die KHL zu. Am 19. Juni 2015 gründete die KHL die Schenskaja Hockey-Liga abermals und präsentierte diese der Öffentlichkeit.

## Teilnehmer der Saison 2020/21
Zur Saison 2019/20 wurde die Schenskaja-Hockey-Liga um  eine Mannschaft aufgestockt, als die Shenzhen KRS Vanke Rays in die Liga aufgenommen wurden. Aufgrund der COVID-19-Pandemie hatten auch einige Klubs der Schenskaja Hockey-Liga finanzielle Probleme, so dass sich im Sommer und Herbst 2020 das Teilnehmerfeld veränderte. Zunächst hatte der HK Dynamo Sankt Petersburg angekündigt, den Spielbetrieb der Frauenmannschaft einzustellen. Daraufhin wechselten viele Spielerinnen des Klubs zum SK Gorny. In der Folge wurde ein neuer Klub, der MSMO 7.62, auf Basis der russischen U18-Frauen-Nationalmannschaft gegründet. Kurz vor Saisonbeginn kam es dann doch zum Weiterbetrieb der Frauenmannschaft bei Dynamo Sankt Petersburg, nun unter dem Namen Dynamo-New Sankt Petersburg. Stattdessen stellte der SK Gorny den Spielbetrieb ein.
| Team                         | Standort         | Spielstätte (Kapazität)                      | Gegründet | in der SchHL | Cheftrainer           | Kapitänin            |
| ---------------------------- | ---------------- | -------------------------------------------- | --------- | ------------ | --------------------- | -------------------- |
| Agidel Ufa                   | Ufa              | Sportpalast Salawat Julajew (3500)           | 2010      | 2015         | Denis Afinogenow      | Jekaterina Lebedewa  |
| Birjussa Krasnojarsk         | Krasnojarsk      | Arena-Sewer (4000)                           | 1987      | 2015         | Alexander Wedernikow  | Walerija Pawlowa     |
| Dynamo-Newa Sankt Petersburg | Sankt Petersburg | Jubileiny-Sportkomplex (Malaja Arena)(1.700) | 2013      | 2015         | Jewgeni Bobariko      |                      |
| SKSO                         | Jekaterinburg    | KRK Uralez (5570)                            | 2015      | 2015         | Julija Petrowa        |                      |
| SKIF Nischni Nowgorod        | Nischni Nowgorod | KRK Nagorny (5600)                           | 2000      | 2015         | Wladimir Golubowitsch | Anastassija Smirnowa |
| HK Tornado                   | Dmitrow          | MUSK Dmitrow (2000)                          | 2003      | 2015         | Alexei Tschistjakow   | Anna Schochina       |
| Shenzhen KRS Vanke Rays      | Shenzhen         | Shenzhen Dayun Arena (14.000)                | 2017      | 2019         | Brian Idalski         | Alex Carpenter       |
| MSMO 7.62                    | Woskressensk     | Eispalast Podmoskowje (4.500)                | 2020      | 2020         | Alexander Syrzow      |                      |

## Titelträger
| Saison  | Meister                       | Vizemeister                    | 3. Platz                                                   |
| ------- | ----------------------------- | ------------------------------ | ---------------------------------------------------------- |
| 1995/96 | AO Luschniki Moskau           | Uralotschka-Awto Jekaterinburg | Lokomotive Krasnojarsk                                     |
| 1996/97 | ZSK WWS Moskau                | Spartak Jekaterinburg          | Lokomotive Krasnojarsk                                     |
| 1997/98 | ZSK WWS Moskau                | Spartak Jekaterinburg          | HK Spartak Moskau                                          |
| 1998/99 | Wiking Moskau                 | Spartak Jekaterinburg          | Lokomotive Krasnojarsk                                     |
| 1999/00 | Spartak-Merkuri Jekaterinburg | Wiking Moskau                  | Lokomotive Krasnojarsk                                     |
| 2000/01 | SKIF Moskau                   | Spartak-Merkuri Jekaterinburg  | Lokomotive Krasnojarsk                                     |
| 2001/02 | SKIF Moskau                   | Spartak-Merkuri Jekaterinburg  | Lokomotive Krasnojarsk                                     |
| 2002/03 | SKIF Moskau                   | Spartak-Merkuri Jekaterinburg  | Lokomotive Krasnojarsk                                     |
| 2003/04 | SKIF Moskau                   | Tornado Moskowskaja Oblast     | Spartak-Merkuri Jekaterinburg                              |
| 2004/05 | SKIF Moskau                   | Tornado Moskowskaja Oblast     | Spartak-Merkuri Jekaterinburg                              |
| 2005/06 | Tornado Moskowskaja Oblast    | SKIF Moskau                    | Spartak-Merkuri Jekaterinburg                              |
| 2006/07 | Tornado Moskowskaja Oblast    | SKIF Nischni Nowgorod          | Spartak-Merkuri Jekaterinburg                              |
| 2007/08 | SKIF Nischni Nowgorod         | Tornado Moskowskaja Oblast     | Spartak-Merkuri Jekaterinburg                              |
| 2008/09 | Tornado Moskowskaja Oblast    | SKIF Nischni Nowgorod          | Lokomotive-Energija Krasnojarsk                            |
| 2009/10 | SKIF Nischni Nowgorod         | Tornado Moskowskaja Oblast     | Spartak-Merkuri Jekaterinburg                              |
| 2010/11 | Tornado Moskowskaja Oblast    | SKIF Nischni Nowgorod          | Fakel Tscheljabinsk                                        |
| 2011/12 | Tornado Moskowskaja Oblast    | SKIF Nischni Nowgorod          | Agidel Ufa                                                 |
| 2012/13 | Tornado Moskowskaja Oblast    | SKIF Nischni Nowgorod          | Agidel Ufa                                                 |
| 2013/14 | SKIF Nischni Nowgorod         | Tornado Moskowskaja Oblast     | Agidel Ufa                                                 |
| 2014/15 | Tornado Moskowskaja Oblast    | SKIF Nischni Nowgorod          | Agidel Ufa                                                 |
| 2015/16 | Tornado Moskowskaja Oblast    | Agidel Ufa                     | Birjussa Krasnojarsk                                       |
| 2016/17 | Tornado Moskowskaja Oblast    | Agidel Ufa                     | HK Dynamo Sankt Petersburg                                 |
| 2017/18 | Agidel Ufa                    | Tornado Moskowskaja Oblast     | HK Dynamo Sankt Petersburg SKIF Nischni Nowgorod           |
| 2018/19 | Agidel Ufa                    | HK Dynamo Sankt Petersburg     | Birjussa Krasnojarsk SKIF Nischni Nowgorod                 |
| 2019/20 | KRS Vanke Rays                | Agidel Ufa                     | Tornado Dmitrow Birjussa Krasnojarsk                       |
| 2020/21 | Agidel Ufa                    | KRS Vanke Rays                 | SKIF Nischni Nowgorod/Birjussa Krasnojarsk                 |
| 2021/22 | KRS Vanke Rays                | SKIF Nischni Nowgorod          | Tornado Moskowskaja Oblast HK Dynamo-Newa Sankt Petersburg |

## Medaillenspiegel
| Team                          | Meistertitel | Meisterjahre                                                           |
| ----------------------------- | ------------ | ---------------------------------------------------------------------- |
| SKIF Nischni Nowgorod         | 12           | 1996, 1997, 1998, 1999, 2001, 2002, 2003, 2004, 2005, 2008, 2010, 2014 |
| HK Tornado Moskowskaja Oblast | 9            | 2006, 2007, 2009, 2011, 2012, 2013, 2015, 2016, 2017                   |
| Agidel Ufa                    | 3            | 2018, 2019, 2021                                                       |
| KRS Vanke Rays                | 2            | 2020, 2022                                                             |
| Spartak-Merkuri Jekaterinburg | 1            | 2000                                                                   |